# Joensuunsaari (ö i Lappland)
Joensuunsaari är en ö i Finland. Den ligger i sjön Unari och i kommunen Sodankylä i den ekonomiska regionen Norra Lappland och landskapet Lappland, i den norra delen av landet, 800 km norr om huvudstaden Helsingfors. Öns area är 3 hektar och dess största längd är 270 meter i öst-västlig riktning.